# Azabache (espectáculo)
Azabache fue un espectáculo producido en verano de 1992 por la Exposición Universal de Sevilla de 1992 para promocionar la copla y otras canciones españolas. El llamado musical fue escrito y dirigido por Gerardo Vera e interpretado por Rocío Jurado, Juanita Reina, Nati Mistral, Imperio Argentina y María Vidal.

## Producción
El espectáculo fue encargado en 1991 a Gerardo Vera para homenajear la canción española en el marco de la Expo 92. El director justificó así la elección de las cinco artistas:
Imperio es la historia de la copla y de la canción española. Rocío Jurado es, además de la voz más importante del momento, una mujer capaz de llevar el desarrollo escénico de un espectáculo de esta magnitud. Juanita Reina es para Sevilla tan importante como la Giralda. Nati Mistral aporta lo que es Madrid en la canción española, y María Vidal -la quinta del espectáculo- es la voz joven de la copla.
Imperio Argentina, en ese momento de 82 años, volvió a los escenarios después de 30 años de retiro y en ocasiones se ayudó de playback y María Vidal, la más joven, empezó su carrera once años antes en 1981 en el programa Gente Joven de Televisión Española.
Azabache estaba planificado para ser estrenado el 5 de junio de 1992 pero por problemas con los ensayos achacados a la meteorología se demoró dos días. El espectáculo se representó en 36 ocasiones entre el 7 y 21 de junio y el 23 de agosto y 13 de septiembre de 1992 en el auditorio de La Cartuja en Sevilla, construido para la Exposición Universal con un aforo de 5.000 personas y desde entonces renombrado como auditorio Rocío Jurado.
El musical se alargaba durante cuatro horas en dos actos, el primero de una hora y media y el segundo de dos horas de duración, con un intermedio de 30 minutos entre ellos. Representado entre las 11 de la noche y las 3 de la madrugada, el repertorio se componía de 29 coplas, 12 de ellas interpretadas por Rocío Jurado incluyendo la primera y la última, mientras que Nati Mistral y María Vidal cantaban cuatro e Imperio Argentina solo intervenía en el segundo acto. De los 45 números en total los 16 restantes eran interludios de baile.

## Equipo
A la dirección, guion y escenografía de Gerardo Vera y la producción de la propia Exposición Universal bajo el nombre de Tele Expo se unieron la música original y adaptaciones orquestales de Manuel Balboa, la coreografía de Manuel Marín y Cristina Hoyos, la iluminación de Jacques Rouveyrollis y el vestuario de Franca Squarciapino, compuesto por 540 trajes, 180 mantones, 156 pelucas, 36 peinetas y 220 pares de zapatos La música era interpretada por 80 músicos de la Orquesta Conservatorio de Sevilla dirigidos por Miguel Roa y el cuerpo de baile estaba formado por 60 bailarines seleccionados por Marín tras un casting por todo el país.

## Recepción
Si bien fue un éxito entre el público, Azabache recibió reseñas negativas en su estreno por parte de la crítica especializada. ABC lo calificó de "pobre" por sus "coreografías mediocres" y criticó su larga duración y falta de coherencia de la escenografía. Sobre las artistas señaló que Nati Mistral estaba "fuera de lugar", la voz de Imperio Reina se había "apagado" y María Vidal estaba "correcta", pero elogió la presencia de Juanita Reina y Rocío Jurado. La Vanguardia estuvo de acuerdo con ABC en el derroche de presupuesto, entre 640 y 800 millones de pesetas dependiendo de la fuente, y añadió los fallos de ritmo y continuidad, la falta de ensayos y "la desolación de un escenario demasiado grande", pero otorgó también "la responsabilidad del montaje" a Rocío Jurado.

## Emisiones en televisión
Azabache se emitió íntegramente en dos ocasiones por televisión, ambas veces dividido en dos partes correspondientes a cada uno de los actos. La primera fue en Canal Sur los días 26 de noviembre y 3 de diciembre de 1992 y la segunda en Televisión Española el 15 y el 22 de diciembre del mismo año.

## Lista de coplas
| Primer acto- Rocío Jurado - Suspiros de España - María Vidal - María de la O - Juanita Reina - Francisco Alegre - Rocío Jurado - Carmen de España - Nati Mistral - La Colasa - María Vidal - La Lirio - Nati Mistral - Mañana Sale - Rocío Jurado - Tatuaje - Rocío Jurado - Con Ruedas de Molino - Nati Mistral - Pregón de La Lola se va a los Puertos - Juanita Reina - Una Cantaora - Juanita Reina - A La Vela - Rocío Jurado - Amante de Abril y Mayo - Juanita Reina - Capote de Grana y Oro - Rocío Jurado - Soleares de la bahía | Segundo acto- Rocío Jurado - Un Clavel - Juanita Reina - Y Sin Embargo Te Quiero - María Vidal - La Ruiseñora - Imperio Argentina - El día que nací yo - Rocío Jurado - Ojos Verdes - Imperio Argentina - Antonio Vargas Heredia - Juanita Reina - Cinco Farolas - Rocío Jurado - Tientos del Cariño - Rocío Jurado - Qué No Daría Yo - Rocío Jurado - Triniá - María Vidal - Cárcel de Oro - Nati Mistral - Los Nardos - Imperio Argentina - La Violetera - Juanita Reina - Señorío - Roció Jurado - El Relicario |